# Hyam Plutzik
Hyam Plutzik (13 luglio 1911 – 8 gennaio 1962) è stato un poeta statunitense, finalista nel Premio Pulitzer, e professore di inglese all'Università di Rochester.

## Opere
- The Three
- Death at the Purple Rim
- Aspects of Proteus, a book of poems. Poesie
- Apples from Shinar: a book of poems. Poesie
- Horatio.
- Hyam Plutzik: The Collected Poems, with a foreword by Anthony Hecht. Poesie

## Poesie in Riviste
Plutzik pubblicò poesie nel New York Times Sunday Book Review, Sewanee Review, Beloit Poetry Journal,  Poetry-New York, Hopkins Review, Epoch, Furioso, Prairie Schooner, Yale Review, American Scholar,   Antioch Review,  New World Writing,   The Nation ”, Saturday Review, Voices, Transatlantic Review, the Christian Science Monitor, and Kenyon Review.